# Бакуменко, Александр Борисович
Алекса́ндр Бори́сович Баку́менко (укр. Олександр Борисович Бакуменко; 29 апреля 1959, Харьков — 11 апреля 2022) — украинский политик и общественный деятель, представитель украинского аграрного лобби, народный депутат Украины 8-го созыва. В Раде входил в блок Петра Порошенко, являлся заместителем председателя комитета по вопросам аграрной политики и земельных отношений.

## Биография
Родился 29 апреля 1959 года в Харькове. Окончив среднюю школу, он, по примеру брата, получил высшее образование в Харьковском зооветеринарном институте, окончив его с отличием в 1983 году по специальности зооинженер. Одновременно работал бригадиром в УЧГОСП «Прогресс» зооветеринарного института.
В период с 1983 по 1984 год проходил службу в рядах Вооружённых сил СССР, уволен в запас в звании лейтенанта.
С 1985 по 1998 год Бакуменко работал в ряде сельскохозяйственных фирм, как государственных, в советское время, так и частных, после обретения Украиной независимости.
Начиная с 1999 года Александр Бакуменко занимался общественной и организационной работой, консультировал и представлял интересы предприятий птицеводства Украины.
В 2003 году был избран председателем совета директоров аcсоциации «Союз птицеводов Украины» и работал на этой должности до избрания народным депутатом в 2014 году. В 2006 году принимал участие в работе International Poultry Council (США) и Национальной сельскохозяйственной палаты Украины.
В 2007 году стал генеральным директором ассоциации «Союз кормопроизводителей Украины». Также в 2007 году при Кабмине Украины был создан Совет национальных ассоциаций товаропроизводителей, Бакуменко занял в нём должность главы Комитета по защите внутреннего рынка.
В рамках деятельности по защите отечественного товаропроизводителя Александр Бакуменко регулярно общался с законодателями и прессой, привлекал внимание к острым проблемам украинского сельского хозяйства, лоббировал законодательные меры по защите украинских сельхозпроизводителей.
В 2014 году в связи с избранием народным депутатом Украины Бакуменко прекратил своё членство в общественных организациях.

## Политика

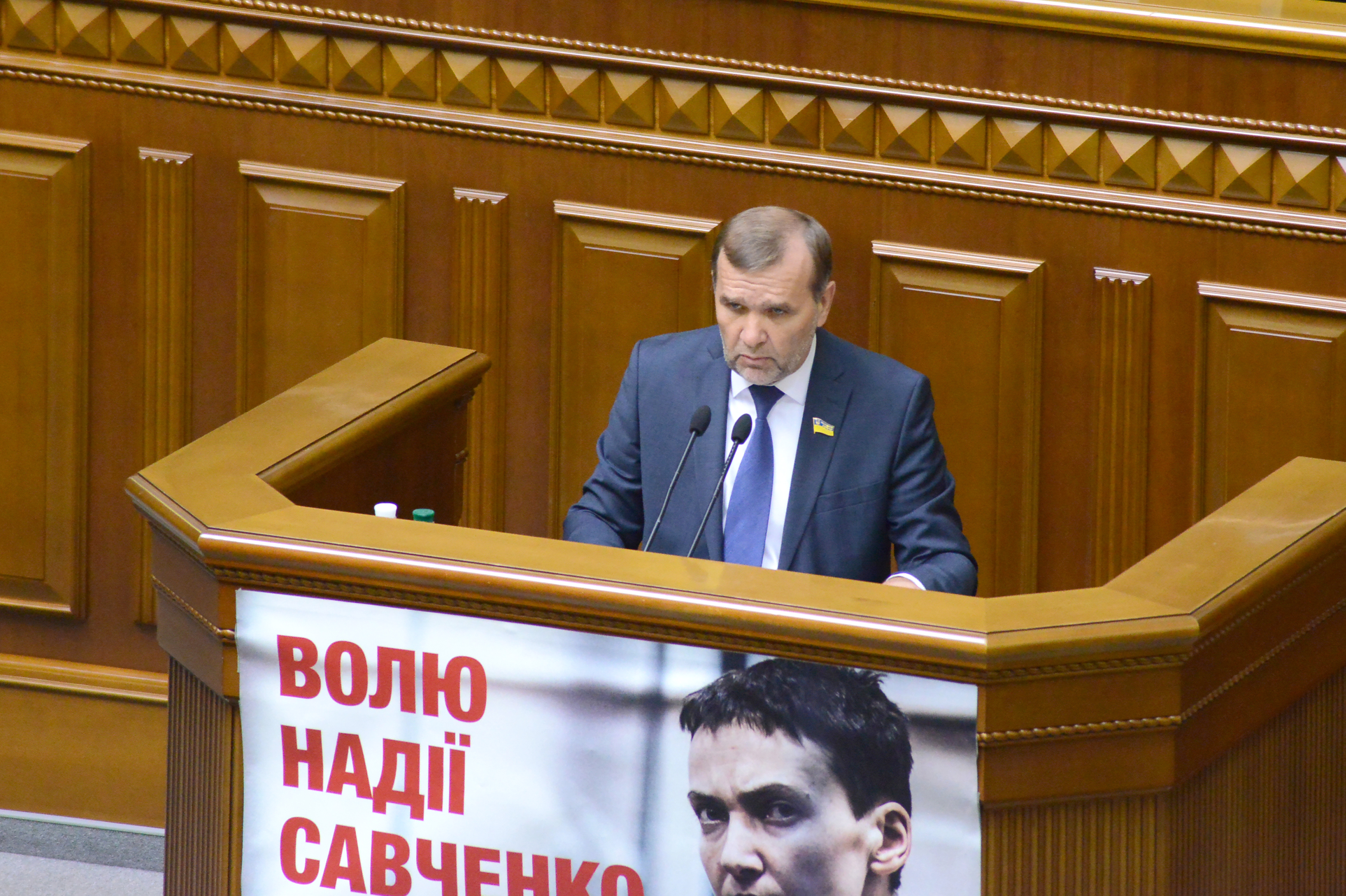
Бакуменко на трибуне Верховной Рады, 2015 год

В 2014 году Александр Бакуменко принял участие в выборах в Верховную Раду 8-го созыва в составе партийного списка блока Петра Порошенко под номером 57 и был избран депутатом. В Раде Бакуменко работает заместителем председателя комитета по вопросам аграрной политики и земельных отношений. Александр Бакуменко один из самых дисциплинированных депутатов, по данным электронной регистрации он посетил более 95 % пленарных заседаний.
В 2016 году общественный активист из Львова Святослав Литинский подал в суд на Аппарат Верховной Рады из-за отказа в переводе на государственный язык выступления депутата Бакуменко, выступавшего на заседании комитета по аграрной политики на русском языке.
Вёл блог на сайте «Левого берега», в котором писал об актуальных проблемах сельского хозяйства Украины. Также у него есть страничка в Facebook, на которой он сообщал текущие новости о своей работе в парламенте.
25 декабря 2018 года был включён в санкционный список России.

## Награды
- 2005 год — благодарность Премьер-министра Украины
- 2007 год — награда «Знак Почёта» Министерства аграрной политики Украины
- 2008 год — почётная грамота Кабинета Министров Украины
- 2009 год — звание заслуженный работник сельского хозяйства Украины

## Увлечения
Бакуменко с детства увлекался футболом, при малейшей возможности любил поиграть в футбол или посмотреть матч, как по телевизору, так и на стадионе.